# تل مکانیزه
تل مکانیزه مربوط به سده‌های اولیه دوران‌های تاریخی پس از اسلام است و در شهرستان مرودشت، بخش کامفیروز، دهستان کامفیروز جنوبی، دوراهی روستای عباس‌آباد، ابتدای زمینهای کشاورزی آقای محمود حدادی واقع شده و این اثر در تاریخ ۲۳ بهمن ۱۳۸۵ با شمارهٔ ثبت ۱۷۲۴۳ به‌عنوان یکی از آثار ملی ایران به ثبت رسیده است.